# Mario Party 10
Mario Party 10 är ett japanskt party-spel och är tionde delen i Mario Party-serien och släpptes till Wii U år 2015.